# Eublemma acuta
Eublemma acuta är en fjärilsart som beskrevs av Candeze 1927. Eublemma acuta ingår i släktet Eublemma och familjen nattflyn. Inga underarter finns listade i Catalogue of Life.